# هیروتو تاکاهاشی
هیروتو تاکاهاشی (انگلیسی: Hiroto Takahashi؛ زادهٔ ۵ مهٔ ۱۹۸۳) بازیکن فوتبال است.